# جاکالوپ (فولکلور)
جاکالوپ (به انگلیسی: Jackalope) در فرهنگ عامه آمریکای شمالی نام جاندار افسانه‌ای می‌باشد که به‌عنوان یک خرگوش صحرایی با شاخ‌های شاخ‌چنگالی توصیف شده‌است. واژهٔ جاکالوپ نوعی تکواژ چندوجهی از کلمات jackrabbit و antelope است.